# Нахимовская, Ася Ефимовна
Ася Ефимовна Нахимовская (декабрь 1923 года — октябрь 1997 года, Элиста, Республика Калмыкия, Россия) — российская актриса, Заслуженная артистка Калмыцкой АССР.
Родилась в декабре 1923 года в актёрской семье. Работала в Ашхабадском русском театре. В 1961 году переехала в Элисту, где стала работать в русской труппе Калмыцкого драматического театра имени Басангова. В этом театре в течение сорока лет сыграла более 100 ролей.
Скончалась в октябре 1997 года в Элисте.

## Основные работы
- спектакль «Чуучя»;
- спектакль «Затейник», режиссёр Виктор Розов;
- роль «Председатель суда» в спектакле «Судебная хроника»;
- главный редактор в спектакле «Справедливость — мое ремесло», режиссёр Л.Жуховицкий;
- главный редактор в спектакль=е «Цитата», режиссёр Л.Зорин — главный редактор;
- главный редактор в спектакле «Что написано пером», режиссёр С.Михалков;
- роль «Васса» в спектакле «Васса Железнова», М.Горький;
- роль «Сычиха»;
- роль «Жена» в спектакле «Тоот, майор и друзья».

## Источник
- Игорь Губерман, Оптимистка Ася, Элистинский курьер, № 2 (263), 16 января 2014 года.
- Лилия Щеглова, Жизнь, отданная театру, Элистинская панорама, № 192 (2173), 21 декабря 2013